# Mauerhaken (Heraldik)

Doppelhaken im Wappen von Katzweiler

Der Mauerhaken ist eine gemeine Figur in der Heraldik. Er ist ein einfaches Wappenbild in Form eines Mauerankers, jedoch recht häufig anzutreffen. Der Haken, so auch seine ältere Bezeichnung, aus Schmiedeeisen oder Stahl dient als eine in Mauern eingebaute Sicherung gegen das Ausbrechen hoher und langer Wände. Er dient auch zur Verankerung von Balken miteinander oder mit der Wand. In der Realität ist oft nur ein Flacheisen zu sehen, das an den Enden gegensätzlich umgebogen oder nur auf beiden Seiten aufgespreizt ist. Auch einfache Haken sind bekannt.
In der Heraldik sind die Bezeichnungen „Doppelhaken“, „Mauerhaken“ oder „Hausanker“ gebräuchlich, die den Gebrauch und das Aussehen verdeutlichen. Man nennt ihn auch „Widerhaken“. Sein Variantenreichtum ist unbedeutend. Die heraldische Darstellung beschränkt sich auf ein Einzelteil und auf schragenweise gelegte zwei Elemente dieses Beschlagstückes. Im Schild schwebend liegt er waagerecht oder schräglinks beziehungsweise schrägrechts. Die Farbgebung oder Tingierung ist zum Untergrund abweichend. Zwei oder mehrere neben- und untereinander sind möglich.

## Wolfsangel

Zur Unterscheidung: Wolfsanker – oberer Teil der Wolfsangel oder des Wolfeisens

Es gibt häufig Verwechslungen mit der Wolfsangel, deren oberer Teil, der Wolfsanker, aussieht wie ein Wiegemesser mit Öse nach unten. Die gehäufte Verwendung der Wolfsangel lässt aber nicht auf eine starke Wolfsjagd in den entsprechenden Regionen schließen. Für Wappen von Adel und Gemeinde ist die Wolfswaffe somit als besonderes Geltungszeichen auszuschließen. Viele Darstellungen und Blasonierungen von Doppelhaken sind nicht immer korrekt oder bei vielen Wappen nicht schlüssig. Sie wechseln unter Umständen im Laufe der Geschichte des jeweiligen Wappens ihre Bedeutung, so dass der Doppelhaken einmal als Bauteil (Mauerhaken), ein anderes Mal als Jagdgerät (Wolfseisen) beschrieben wird. Der heutige Forschungsstand der Heraldik kann nur in wenigen Fällen die Herkunft des Doppelhakens eindeutig klären.
Wenn ein Doppelhaken als unteres, eigentliches Bauteil der Wolfsangel beschrieben wird, sollte dieser Haken ein Loch haben, in dem die Kette oder das Seil mit dem „Wiegemesser“ verbunden wird, obgleich diese Doppelhaken auch ohne das „Wiegemesser“ am zweiten Haken mit einem Seil angeschlagen wurden. In Wappen werden diese Doppelhaken ohne Loch, aber auch als Marksteinzeichen beschrieben. Marksteine (Bedeutung als Schandstein oder Gewicht ist hier unzutreffend) sind Grenz- oder Flursteine, auf denen Symbole des Eigentümers angebracht sind. Diese Flursteine, auch Fleckensteine genannt, tragen auch die Zeichen einer Ortschaft. In der Heraldik wird auch der Begriff Gemarkungszeichen gebraucht. Hergeleitet aus dem Wort Gemarkung, dem Gebiet einer Gemeinde. Hier werden diese Doppelhaken zu Hausmarken. Die Ähnlichkeit mit Mauerhaken ist einsichtiger, da Mauerhaken oder auch Maueranker oft diese Hausmarke tragen. Wappen von Ditzingen, Neckartailfingen und Pleidelsheim sind Beispiele.

Beispiele
Maueranker in Angerstein
Maueranker in Bad Dürkheim, abgeleitet vom örtlichen Adelsgeschlecht
Wolfshaken – unterer Teil der Wolfsangel
– oder Doppelhaken
Schragenweise gelegt
Schragenweise gelegt, runde Form
Wappen derer von Hake mit drei einfachen Mauerhaken
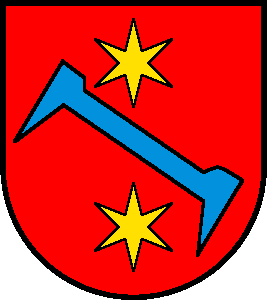
Doppelter Mauerhaken
Liegender Maueranker